# Hrvatski Nogometni Klub Rijeka 2021-2022
Questa voce raccoglie le informazioni riguardanti la Hrvatski Nogometni Klub Rijeka nelle competizioni ufficiali della stagione 2021-2022.

## Stagione
Il Rijeka ebbe un'ottima partenza in campionato e, nonostante alcuni inopinati passi falsi contro squadre nella parte bassa della classifica, al sopraggiungere della sosta invernale era in vetta in coabitazione con Osijek e Dinamo Zagabria. Alla ripresa del campionato, tuttavia, la squadra quarnerina perse contatto dalla vetta, abdicando da ogni velleità di primato con la sconfitta interna subita in rimonta nello scontro diretto con la Dinamo alla trentesima giornata. Il Rijeka si dovette dunque accontentare del quarto posto, a 14 punti dalla Dinamo campione.
In Coppa di Croazia il Rijeka riuscì a raggiungere la finale nella quale, tuttavia, uscì sconfitta dall'Hajduk. In Europa Conference League il Rijeka non riuscì ad accedere alla fase a gironi venendo eliminata dai greci del PAOK Salonicco.

## Rosa
| N. |                               | Ruolo | Calciatore          |
| -- | ----------------------------- | ----- | ------------------- |
| 1  | Croazia (bandiera)            | P     | Nediljko Labrović   |
| 3  | Russia (bandiera)             | D     | Michail Merkulov    |
| 5  | Croazia (bandiera)            | D     | Duje Dujmović       |
| 6  | Serbia (bandiera)             | D     | Sava-Arangel Čestić |
| 7  | Croazia (bandiera)            | C     | Robert Murić        |
| 8  | Croazia (bandiera)            | C     | Adrian Liber        |
| 9  | Colombia (bandiera)           | A     | Jorge Obregón       |
| 10 | Croazia (bandiera)            | C     | Domagoj Pavičić     |
| 11 | Ghana (bandiera)              | C     | Prince Ampem        |
| 12 | Montenegro (bandiera)         | D     | Andrija Vukčević    |
| 13 | Croazia (bandiera)            | C     | Ivan Lepinjica      |
| 14 | Macedonia del Nord (bandiera) | D     | Darko Velkovski     |
| 15 | Croazia (bandiera)            | D     | Anton Krešić        |
| 16 | Slovenia (bandiera)           | C     | Adam Gnezda Čerin   |

| N. |                                 | Ruolo | Calciatore       |
| -- | ------------------------------- | ----- | ---------------- |
| 17 | Croazia (bandiera)              | C     | Matej Vuk        |
| 18 | Svizzera (bandiera)             | A     | Josip Drmić      |
| 19 | Slovenia (bandiera)             | A     | Haris Vučkić     |
| 20 | Colombia (bandiera)             | D     | Andrés Solano    |
| 23 | Croazia (bandiera)              | C     | Denis Bušnja     |
| 24 | Bosnia ed Erzegovina (bandiera) | C     | Mato Stanić      |
| 30 | Albania (bandiera)              | C     | Lindon Selahi    |
| 32 | Croazia (bandiera)              | P     | Andrej Prskalo   |
| 33 | Ghana (bandiera)                | A     | Issah Abass      |
| 36 | Croazia (bandiera)              | D     | Hrvoje Smolčić   |
| 44 | Germania (bandiera)             | C     | Jetmir Ameti     |
| 77 | Serbia (bandiera)               | C     | Dennis Stojković |
| 98 | Bosnia ed Erzegovina (bandiera) | P     | Martin Zlomislić |

## Risultati

### 1.HNL
| Arbitro: | Ivan Vučković (Zagabria) |

|                                |           |  |
| Murić 20’ (rig.) Lepinjica 55’ | Marcatori |  |

| Arbitro: | Fran Jović (Zagabria) |

|                |           |  |
| Drmić 78’, 82’ | Marcatori |  |

| Arbitro: | Tihomir Pejin (Donji Miholjac) |

|                              |           |                          |
| Perić 9’ Majer 32’ Oršić 59’ | Marcatori | 23’, 38’ Issah 43’ Drmić |

| Arbitro: | Mario Zebec (Cestica) |

|            |           |  |
| Miérez 17’ | Marcatori |  |

| Arbitro: | Goran Pečarić (Zagabria) |

|                             |           |           |
| Drmić 64’ (rig.) Bušnja 77’ | Marcatori | 47’ Delić |

| Arbitro: | Fran Jović (Zagabria) |

|          |           |                       |
| Elez 54’ | Marcatori | 21’ Tomečak 43’ Drmić |

| Arbitro: | Duje Strukan (Spalato) |

|                |           |            |
| Drmić 78’, 85’ | Marcatori | 64’ Hadžić |

| Arbitro: | Dario Bel (Osijek) |

|                                     |           |                       |
| Petković 28’ Majstorović 36’ (rig.) | Marcatori | 57’ Ampem 60’ Pavičić |

| Arbitro: | Mario Zebec (Cestica) |

|                                             |           |                                                     |
| Lovrić 11’ (rig.) Marjanović 45+3’ Fruk 90’ | Marcatori | 43’ Issah 46’ Selahi 58’ (rig.) Murić 90+1’ Pavičić |

| Arbitro: | Fran Jović (Zagabria) |

|                                  |           |                                                             |
| Silva 18’ Mahmoud 59’ Lisica 78’ | Marcatori | 24’ Krešić 32’ Pavičić 37’, 41’ Vučkić 52’ Ampem 85’ Bušnja |

| Arbitro: | Igor Pajač (Sveti Ivan Zelina) |

|                             |           |                                            |
| Drmić 7’, 38’ Velkovski 41’ | Marcatori | 58’ (rig.), 65’ (rig.) Petković 82’ Andrić |

| Arbitro: | Dario Kulušić (Sebenico) |

|           |           |                         |
| Drmić 82’ | Marcatori | 15’ Milićević 58’ Dabro |

| Arbitro: | Dario Bel (Osijek) |

|  |           |                       |
|  | Marcatori | 45+1’ Murić 64’ Drmić |

| Arbitro: | Ante Čuljak (Zagabria) |

|  |           |               |
|  | Marcatori | 45+1’ Smolčić |

| Arbitro: | Tihomir Pejin (Donji Miholjac) |

|                            |           |                                     |
| Drmić 54’ Murić 78’ (rig.) | Marcatori | 45’, 82’ (rig.) Livaja 90+7’ Mlakar |

| Arbitro: | Zdenko Lovrić (Đakovo) |

|              |           |                                 |
| Caimacov 74’ | Marcatori | 51’ (aut.) Krstanović 71’ Drmić |

| Arbitro: | Jakov Titlić (Hrvace) |

|                                 |           |              |
| Obregón 16’ Murić 44’, 47’, 80’ | Marcatori | 67’ Petković |

| Fiume 8 dicembre 2021, ore 17:00 CET (UTC+1) 14ª giornata | Rijeka                   | 0 – 0 referto | Osijek | Rujevica (3 631 spett.)\| Arbitro: \| Dario Kulušić (Sebenico) \| |
| Arbitro:                                                  | Dario Kulušić (Sebenico) |               |        |                                                                   |

| Arbitro: | Dario Bel (Osijek) |

|           |           |                      |
| Drmić 78’ | Marcatori | 64’ Lovrić 76’ Delfi |

| Arbitro: | Jakov Titlić (Hrvace) |

|             |           |  |
| Obregón 82’ | Marcatori |  |

| Arbitro: | Igor Pajač (Sveti Ivan Zelina) |

|                      |           |  |
| Šutalo 21’ Oršić 42’ | Marcatori |  |

| Arbitro: | Duje Strukan (Spalato) |

|                           |           |                         |
| Murić 25’, 39’ Vučkić 60’ | Marcatori | 58’ Dabro 79’ Kulenović |

| Arbitro: | Fran Jović (Zagabria) |

|                   |           |  |
| Čestić 85’ (aut.) | Marcatori |  |

| Arbitro: | Zdenko Lovrić (Đakovo) |

|                                      |           |                     |
| Selahi 16’ Vučkić 34’, 66’ Murić 62’ | Marcatori | 70’ Ćurić 84’ Attys |

| Arbitro: | Fran Jović (Zagabria) |

|            |           |                                 |
| Livaja 69’ | Marcatori | 17’ Drmić 33’ Vučkić 86’ Krešić |

| Arbitro: | Duje Strukan (Spalato) |

|                                       |           |  |
| Vučkić 55’ Drmić 70’ Gnezda Čerin 79’ | Marcatori |  |

| Arbitro: | Mario Zebec (Cestica) |

|                   |           |           |
| K. Perić 24’, 50’ | Marcatori | 74’ Ampem |

| Arbitro: | Tihomir Pejin (Donji Miholjac) |

|                   |           |  |
| Čestić 73’ (aut.) | Marcatori |  |

| Arbitro: | Duje Strukan (Spalato) |

|  |           |                 |
|  | Marcatori | 29’, 87’ Vučkić |

| Arbitro: | Mario Zebec (Cestica) |

|                 |           |                      |
| Gnezda Čerin 6’ | Marcatori | 80’ Emreli 86’ Ademi |

| Arbitro: | Dario Bel (Osijek) |

|                             |           |             |
| Stojković 38’ Kačavenda 46’ | Marcatori | 90+2’ Drmić |

| Arbitro: | Mario Zebec (Cestica) |

|                                       |           |           |
| Murić 19’ (rig.) Vučkić 36’ Drmić 48’ | Marcatori | 65’ Mance |

| Arbitro: | Ante Čuljak (Zagabria) |

|                               |           |                                            |
| Mesa 27’ Grezda 36’ Bilić 80’ | Marcatori | 12’, 69’, 72’ Drmić 37’ Pavičić 49’ Krešić |

| Arbitro: | Dario Bel (Osijek) |

|  |           |                                      |
|  | Marcatori | 13’ (rig.), 37’ Livaja 41’ Mikanović |

| Arbitro: | Jakov Titlić (Hrvace) |

|                            |           |                          |
| Krstanović 56’ (rig.), 59’ | Marcatori | 49’ Obregón 79’ Vukčević |

| Arbitro: | Igor Pajač (Sveti Ivan Zelina) |

|            |           |  |
| Obregón 2’ | Marcatori |  |

### Coppa di Croazia
| Arbitro: | Zdenko Lovrić (Đakovo) |

|  |           |                                                                     |
|  | Marcatori | 4’ Bušnja 36’, 54’ Vučkić 49’ Vuk 71’, 90’ Issah 88’ (rig.) Obregón |

| Arbitro: | Marko Cestarić (Sisak) |

|  |           |                                                                       |
|  | Marcatori | 45+2’ (rig.) Issah 48’, 69’, 84’ Bušnja 56’ (rig.) Obregón 89’ Stanić |

| Arbitro: | Mario Zebec (Cestica) |

|           |           |                                   |
| Tolić 73’ | Marcatori | 27’ Obregón 30’ Drmić 90+7’ Murić |

| Arbitro: | Duje Strukan (Spalato) |

|                                    |           |                        |
| Krešić 20’ Drmić 76’ Merkulov 118’ | Marcatori | 42’ Caktaš 90+2’ Mance |

| Arbitro: | Fran Jović (Zagabria) |

|           |           |                            |
| Drmić 13’ | Marcatori | 24’ Ferro 36’, 56’ Melnjak |

### UEFA Europa Conference League
| Arbitro: | Neil Doyle |

|  |           |                      |
|  | Marcatori | 57’ Bušnja 77’ Ampem |

| Arbitro: | Veaceslav Banari |

|           |           |  |
| Drmić 27’ | Marcatori |  |

| Arbitro: | Juan Martínez Munuera |

|           |           |           |
| Boyle 67’ | Marcatori | 61’ Ampem |

| Arbitro: | Donatas Rumšas |

|                                                      |           |              |
| Pavičić 36’ Issah 68’ McGinn 72’ (aut.) Bušnja 90+3’ | Marcatori | 56’ Magennis |

| Arbitro: | Jérôme Brisard |

|                      |           |               |
| Galešić 90+4’ (aut.) | Marcatori | 33’ Lepinjica |

| Arbitro: | Serhiy Boiko |

|  |           |                          |
|  | Marcatori | 11’ El Kaddouri 80’ Murg |